# Domnei
Domnei o donnoi és un terme occità antic que significa l'actitud devocional d'un cavaller cap a la seva dama, en una relació ni física i ni marital.

## Descripció
Aquest tipus de relació va ser altament ritualitzat i complex i sempre considerat com "no físic". Al discutir la història de la poesia provençal (literatura occitana), Claude Charles Fauriel afirma: "Qui vulgui posseir plenament a la seva dama no sap res de" Donnoi ". Guilhem de Montanhagòl (1233-1268), un trobador provençal, va declarar: "E d'amor mou castitaz", o "de l'amor ve la castedat".
La devoció del cavaller a la seva dama es basa a la seva servitud cap a ella, tant pel que fa al seu codi de conducta com pels deures cortesans. La cavalleria com a codi, tal com marquen els conceptes de l'amor cortès i la qualitat de domnei, necessitava en la teoria, com a la pràctica, un nivell de devoció cap a la dama, que va més enllà de la mera professionalitat i gracilitat en l'etiqueta. La veritat i l'honestedat eren virtuts bàsiques i, per tant, les accions del cavaller eren derivades d'intencions honorables, de motius sincers i de puresa de cor. Per tant, en matèria del cor, l'amor cortès no sempre era plausiblement separable o indistingible de l'amor romàntic.
No obstant això, per Eros, per la fletxa de Cupido, l'objecte de l'afecte del cavaller pot haver estat situat més enllà dels seus deures formals cap a la seva dama. En alguns casos, la dama podia ser escollida per a ser assignada a un cavaller per atzar, per la qual cosa la interacció directa hauria estat poc probable. Com una princesse lointaine, podria haver viscut en un castell llunyà, motiu pel qual el cavaller no podia, i mai tindria l'oportunitat, de conèixer-la. Malgrat els límits de la impossibilitat romàntica, les obligacions de l'amor cortès i del domnei perseveraven el sentit cavalleresc de lleialtat i devoció d'un cavaller cap a la seva dama. Les situacions reals, com per exemple l'amor no correspost, sovint van proporcionar la base per contribuir a molts contes d'amor i llegendes de la literatura medieval i la poesia trobadoresca.